# Џек Фрост 2: Освета мутираног Снешка Белића убице
Џек Фрост 2: Освета мутираног Снешка Белића убице (енгл. Jack Frost 2: Revenge of the Mutant Killer Snowman) амерички је слешер хорор филм са елементима црног хумора из 2000. године, редитеља и сценаристе Мајкла Кунија, са Скотом Макдоналдом, Кристофером Алпортом, Стивеном Менделом, Ајлин Сили, Чипом Хелером и Маршом Кларк у главним улогама. Представља наставак филма Џек Фрост (1997) и радња се надовезује на крај претходног дела. 
Филм је дистрибуиран директно на видео 21. новембра 2000. Упркос изразито негативним оценама критичара и оцени 0% на сајту Ротен томејтоуз, филм је током година стекао групу култних фанова, због комичних сцена смрти и лоших специјалних ефеката.
У децембру 2016. редитељ и сценариста Мајкл Куни изразио је жељу да сними и трећи део у коме би се Џек Фрост појавио као џиновски Снешко Белић, Џекзила. Радња би била смештена 10 година након догађаја из другог дела.

## Радња
Након догађаја из претходног дела, шериф Сем Тајлер одлази са својом супругом Ен на тропско путовање, како би присуствовао венчању свог заменика Џоа и секретарице Марле. Међутим, Џек Фрост, серијски убица у телу Снешка Белића, их прати како би им се осветио.

## Улоге
| Глумац            | Улога             |
| ----------------- | ----------------- |
| Кристофер Алпорт  | Сем Тајлер        |
| Скот Макдоналд    | Џек Фрост         |
| Ајлин Сили        | Ен Тајлер         |
| Чип Хелер         | Џо                |
| Марша Кларк       | Марла             |
| Реј Куни          | поручник Хикеринг |
| Дејвид Ален Брукс | агент Манерс      |
| Шон Патрик Марфи  | капетан Фан       |
| Триша Петит       | Џејк Мецнер       |
| Ијан Аберкромби   | доктор Мортон     |
| Мелани Гуд        | Сара              |
| Даг Џоунс         | Дејв              |
| Брајан Грос       | Дин               |